# Michael Fusek
Michael Fusek (Eslovaquia, 5 de junio de 1995) es un jugador eslovaco profesional de baloncesto que juega de pívot en el Spišskí Rytieri, de Eslovaquia. Mide 224 cm y pesa 101 kg.

## Carrera
Fusek dejó Eslovaquia en 2012 para firmar con el Spirou Charleroi. En sus primeros dos años en el club belga, Fusek formó parte del equipo filial en la tercera división belga.
El pívot de 225 centímetros de estatura jugaría sus primeros minutos con el primer equipo en la Eurocup 2014-15. En la siguiente temporada, se marchó a Estados Unidos para ganar algo de músculo, consiguiendo y volviendo al club belga para aprovechar su gran envergadura debajo de la canasta.
En junio de 2016, disputó el Adidas Eurocamp en Treviso, Italia.
En 2016, se presentaría al draft de la NBA.
En agosto de 2022, fue anunciado como recién llegado al Spišskí Rytieri, también de la Liga Eslovaca de Baloncesto.